# Gymnohydnotrya echinulata
Gymnohydnotrya echinulata är en svampart som först beskrevs av G.W. Beaton, och fick sitt nu gällande namn av B.C. Zhang & Minter 1989. Gymnohydnotrya echinulata ingår i släktet Gymnohydnotrya och familjen Discinaceae.   Inga underarter finns listade i Catalogue of Life.